# Chiến tranh Mười ba năm (1454–1466)
Chiến tranh mười ba năm (tiếng Đức: Dreizehnjähriger Krieg; tiếng Ba Lan: wojna trzynastoletnia), còn được gọi là Chiến tranh các thành phố, là một cuộc xung đột xảy ra vào năm 1454–1466 giữa một bên là Liên hiệp Phổ liên minh với Vương quốc Ba Lan và một bên là Giáo đoàn Hiệp sĩ Teuton.
Cuộc chiến bắt đầu như một cuộc nổi dậy của các thành phố Phổ và giới quý tộc địa phương để giành độc lập từ các Hiệp sĩ Teutonic. Năm 1454, Casimir IV kết hôn với Elisabeth nhà Habsburg và Liên hiệp Phổ yêu cầu Vua Casimir IV Jagiellon của Ba Lan giúp đỡ và đề nghị chấp nhận nhà vua làm người bảo vệ thay vì Giáo đoàn Hiệp sĩ Teuton. Khi nhà vua đồng ý, chiến tranh nổ ra giữa những người ủng hộ Liên hiệp Phổ được Ba Lan hậu thuẫn và những người ủng hộ chính phủ bởi các Hiệp sĩ Teuton.
Chiến tranh Mười ba năm kết thúc với chiến thắng của Liên hiệp Phổ và Ba Lan với Hòa ước Thorn thứ hai (1466). Ngay sau đó là cuộc Chiến tranh của các Linh mục (1467–1479), một cuộc tranh chấp kéo dài về nền độc lập của Hoàng tử Phổ-Giám mục của Warmia (Ermland), trong đó các Hiệp sĩ cũng tìm cách sửa đổi Hòa ước Thorn.